# Lancashire
Lancashire là một hạt ở tây bắc của Anh. Hạt có diện tích km², dân số 1.449.700 người. Thủ phủ hạt đóng ở Lancaster. Hạt lấy tên từ thành phố Lancaster, và đôi khi được gọi là quận Lancaster. Mặc dù Lancaster là vẫn được coi là thị trấn của hạt, Hội đồng hạt có trụ sở tại Preston. Lancashire là đôi khi được viết tắt Lancs, như ban đầu được sử dụng bởi thư tín hoàng gia. Lancashire được cho là đã bắt đầu thành lập vào thế kỷ thứ 12. Trong Domesday Book (1086), một số đất của nó đã được coi là một phần của Yorkshire. Đất nằm liên Ripam et Mersam, "giữa Ribble và Mersey", hình thành một phần của lợi nhuận cho Cheshire. Khi ranh giới ban đầu của nó đã được thành lập, nó giáp Cumberland, Westmorland, Yorkshire và Cheshire.
Lancashire trong thời kỳ Cách mạng công nghiệp là một khu vực thương mại và công nghiệp lớn. 
Hạt đã trải qua một cải cách ranh giới quan trọng vào năm 1974, trong đó Liverpool và Manchester được và hầu hết các khu đô thị xung quanh để tạo thành một phần của các hạt đô thị của vùng Merseyside và Đại Manchester. Tại thời điểm này, phía bắc tách ra một phần của Lancashire ở Lake District, bao gồm cả bán đảo Furness và Cartmel, đã được tạo thành một phần của Cumbria. Ngày hạt giáp Cumbria, Greater Manchester, Merseyside và Bắc và Tây Yorkshire. Duchy của Lancaster thực hiện quyền của Hoàng gia trong khu vực được gọi là các Palatine của Lancaster County, bao gồm các quận của Lancashire, Greater Manchester và Merseyside.